# フェラーリ・641
フェラーリ 641 (Ferrari 641) は、スクーデリア・フェラーリが1990年のF1世界選手権参戦用に開発したフォーミュラ1カー。1990年の開幕戦から、第3戦まで実戦投入された。第3戦以降投入された、改良型の641/2についても本記事で述べる。

## 概要
641は、1989年に使用された640の正常進化バージョンである。基本デザインは前年の640と同じジョン・バーナードによるものだが、1989年10月をもってバーナードはベネトンに移籍してしまったため、その後はエンリケ・スカラブローニや、同年にアラン・プロストと共にマクラーレンから移籍してきたスティーブ・ニコルズらの手によって改良が進められた。
初期型641が選手権に出走したのはマンセルが第2戦まで、プロストは第3戦までと極めて短命で、以降は641/2へ刷新されたことから、641と641/2を区別せずに「フェラーリ F190」と総称する場合もある（特にミニカーなどのモデル業界に多い）。
「641/2」は日本では「ろくよんいちスラッシュツー」という日本語と英語のチャンポン読みともいえる呼称をされていた。日本の第二次F1ブーム（1987年-1994年前後）中、フェラーリでは唯一チャンピオン争いに加わったマシンであり、後述の通り、評価の高い流麗なデザインと実質639系の頂点ともいえる出自もあいまって、日本では特にファンが多く、この明確な区別への拘りと響きもあいまって、この特殊な呼称もまた現在まで定着している。

## 特徴
フェラーリによって640で初採用されたセミオートマチックトランスミッションは、弱点となっていた信頼性を改善し、一度の操作で複数段シフトダウンできるプログラムも開発された。
エンジンは公表値で60馬力もパワーアップ。中盤戦からは出力向上型のTipo 037エンジンが登場。予選用として第7戦（プロストは第8戦）から投入され、第10戦から決勝でも使用された。ホンダエンジンに対抗するため、アジップと協力して特殊な成分の燃料も開発している。
車体はレギュレーション改訂に沿い、シャーシ側面の燃料タンクの寸法が短くなった。この変更は、前年のサンマリノGPでのゲルハルト・ベルガーの炎上事故を受けて行われたものである。コクピット後方の主燃料タンクを拡大したためモノコックが30mm延長されたが、ギアボックスを縮めたためホイールベースの長さは640と変わっていない。また、ドライバー頭上のエアインテークが拡大され、内部にロールバーが見える形状となった。
第3戦サンマリノGPからはスカラブローニ、ニコルズらの手によるマイナーチェンジが行われた「641/2」が登場。ただ、前年の640（前期型・後期型）のような外観上のはっきりとした違いはほとんど見られない。空力面の改良を中心に、サイドポンツーン前端やノーズが丸みを帯びた点、ラジエーター排熱口の形状と位置の変更、リヤサスペンションやディフューザーを若干変更などが行われたが、同時にマシンの信頼性や整備性の改善も行われた。また「FIAT」のロゴが本来の青地に白抜きのものに戻った。
第5戦カナダGPよりフロントウィング翼端板の下部内側にフロントタイヤ直近まで伸びる筒状のパーツを追加し、通過する空気に渦を発生させて、前輪後方で発生する乱気流を制御した。この「ボーテックスジェネレーター」はすぐに他チームのデザイナーに影響を与え、コピーされると1994年に禁止されるまでF1マシンの標準装備のように流行することになった。
また、日本GP予選では空気抵抗を減らすためホイールキャップを装着し、サイドポンツーンのラジエーター排熱口を塞いだり、リアデッキのオイルクーラーを外したタイムアタック仕様を試みている。
マシンの特性として、長く重いV12エンジンを搭載しているにもかかわらず、中高速コーナーにおいて優れたハンドリング性能を発揮した。予選一発のパフォーマンスや、燃料搭載量の多い（=車重の重い）レース序盤のペースに課題があったが、レース中盤から終盤にかけて追い上げる展開で強さを見せた。翌年型642は残存燃料の重量変化によってマシンの挙動が大きく変わってしまう点が注目されたが、この難点は641の頃からすでにあった事が後のアラン・プロストのインタビューから明らかになっている。

## スペック （カッコ内は641/2）

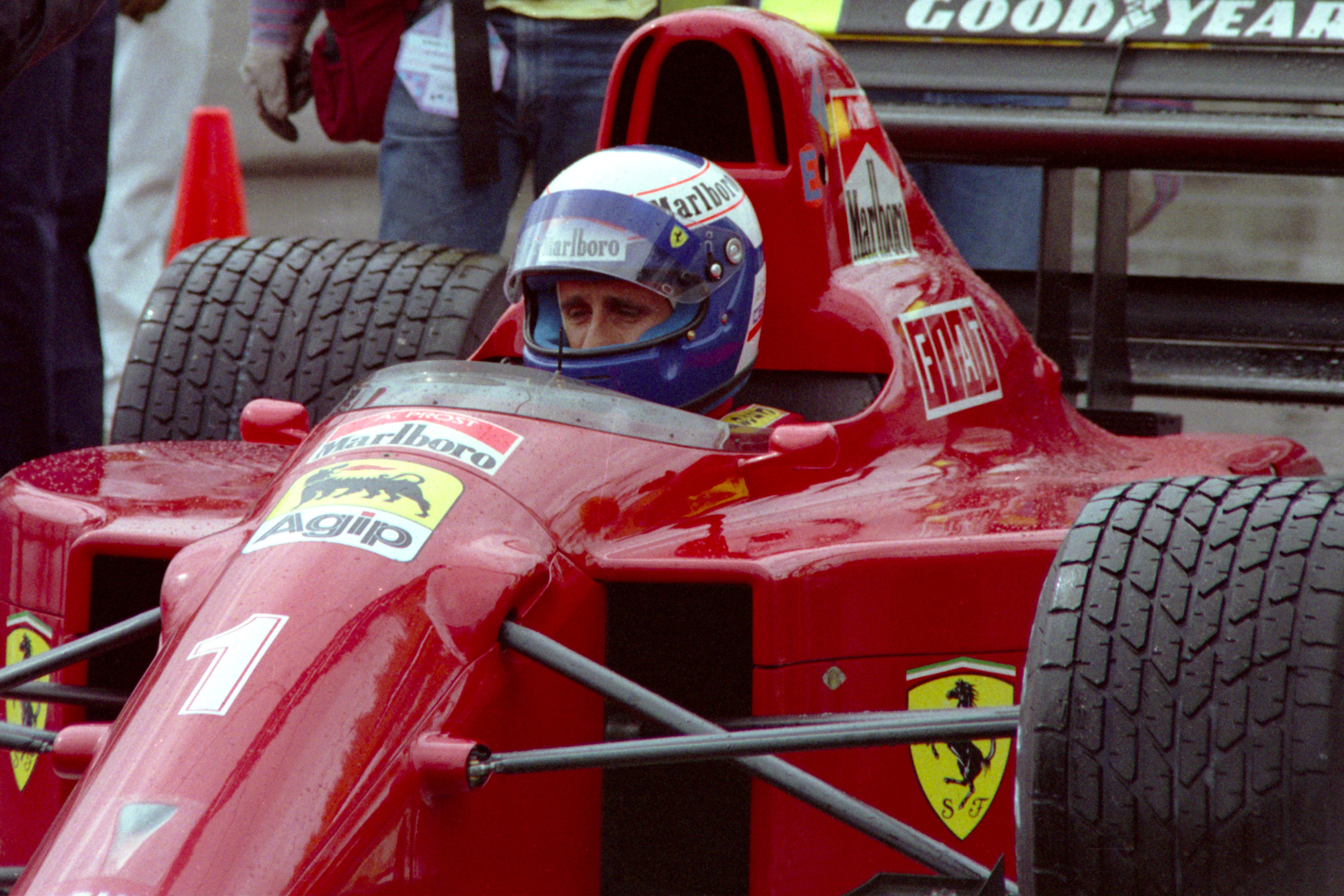
1990年アメリカGPにてデビューした641。サイドポンツーンのエッジラインが641/2とは異なる。

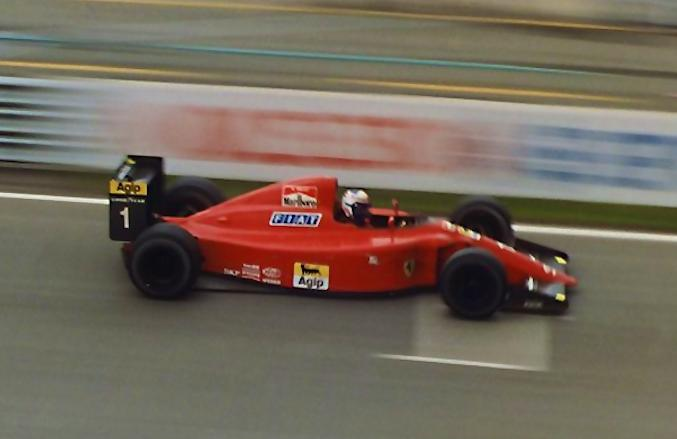
1990年カナダGPにて、アラン・プロストがドライブする641/2。

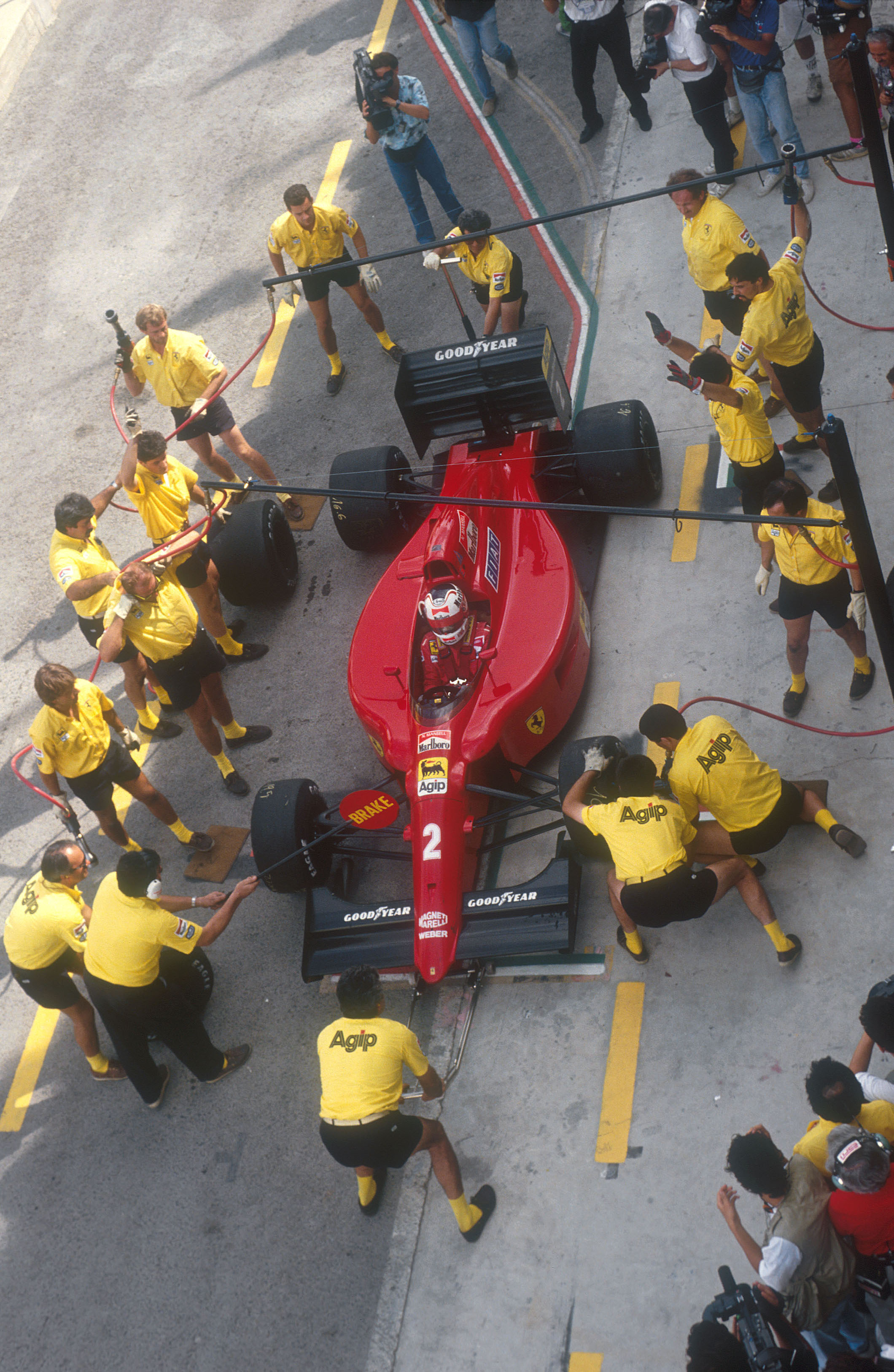
1990年スペインGPにて、ピットストップ作業中の641/2。

### シャーシ
- シャーシ名 641 (641/2)
- ホイールベース 2,830 mm
- 前トレッド 1,800 mm
- 後トレッド 1,675 mm
- クラッチ AP
- ブレーキキャリパー ブレンボ
- ブレーキディスク・パッド ブレンボ
- ホイール スピードライン
- タイヤ グッドイヤー

### エンジン
- エンジン名 Tipo 036 (036,037)
- 気筒数・角度 V型12気筒・65度
- 排気量 3,497.9cc (3,499.2cc)
- 最大馬力 665馬力 (710馬力)
- スパークプラグ チャンピオン
- 燃料・潤滑油 Agip

## 記録
序盤戦は信頼性不足で精彩を欠いたが、第6戦メキシコGPでワンツーフィニッシュを果たすと、そこからアラン・プロストが3連勝を達成。マンセルが引退表明を行ったイギリスGP以降しばらく低調な成績が続き、終盤盛り返したものの、ホンダエンジンのバージョンアップを重ねたマクラーレンに逃げ切られた。それでも、16戦中6勝を記録し、アイルトン・セナ、ゲルハルト・ベルガーの2人が駆るマクラーレン・MP4/5Bと伍して戦い、プロストとフェラーリをワールドチャンピオンまであと1歩というところまで押し上げた。プロストはポールポジション0回ながら5勝を挙げ、ナイジェル・マンセルはポールポジション3回で1勝だった。
また、第7戦フランスGPの優勝は、フェラーリのF1通算100勝目というメモリアルな勝利であった。この年の最終戦オーストラリアGPがF1グランプリ通算500戦目の記念レースであったため、フェラーリチームは全グランプリの約1/5で勝利してきたことになる。
| 年   | マシン | No. | ドライバー | 1                  | 2            | 3              | 4          | 5          | 6            | 7            | 8            | 9          | 10             | 11           | 12           | 13             | 14           | 15       | 16                 | ポイント | ランキング |
| ---- | ------ | --- | ---------- | ------------------ | ------------ | -------------- | ---------- | ---------- | ------------ | ------------ | ------------ | ---------- | -------------- | ------------ | ------------ | -------------- | ------------ | -------- | ------------------ | -------- | ---------- |
| 1990 | 641    |     |            | アメリカ合衆国の旗 | ブラジルの旗 | サンマリノの旗 | モナコの旗 | カナダの旗 | メキシコの旗 | フランスの旗 | イギリスの旗 | ドイツの旗 | ハンガリーの旗 | ベルギーの旗 | イタリアの旗 | ポルトガルの旗 | スペインの旗 | 日本の旗 | オーストラリアの旗 | 110      | 2位        |
| 1990 | 641    | 1   | プロスト   | Ret                | 1            | 4              | Ret        | 5          | 1            | 1            | 1            | 4          | Ret            | 2            | 2            | 3              | 1            | Ret      | 3                  | 110      | 2位        |
| 1990 | 641    | 2   | マンセル   | Ret                | 4            | Ret            | Ret        | 3          | 2            | 18           | Ret          | Ret        | 17             | Ret          | 4            | 1              | 2            | Ret      | 2                  | 110      | 2位        |

- 太字はポールポジション、斜字はファステストラップ

## 保存状況
フェラーリは1991年に向けてティレルのジャン・アレジを獲得したが、ウィリアムズからアレジの仮契約を買い取るため、641/2の1台（プロスト車）をウィリアムズへ贈呈した。機密情報が絡むためデリバリーは数年後になったが、ライバルチーム同士でマシンを取引するのは珍しい出来事だった。このマシンはウィリアムズのコレクションホールに展示されていたが、施設が手狭になったためコレクターへ売却された。
また、別の641/2の1台（プロスト車）は、ニューヨーク近代美術館 (MoMA) のコレクションとして常設展示されている。